# Batman-Adaptionen

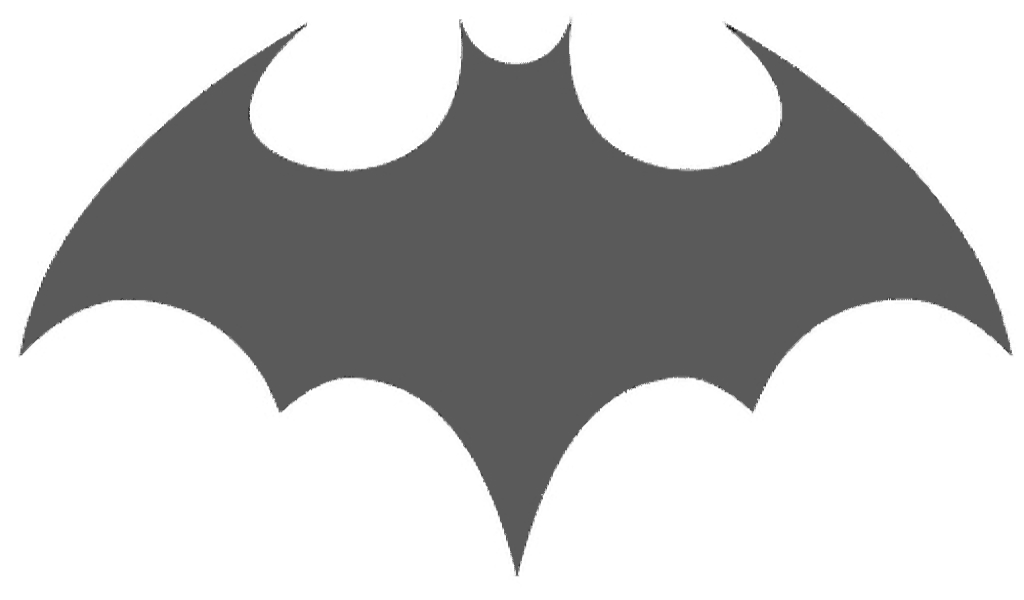
Batman-Logo

Diese Seite gibt eine Übersicht über die Adaptionen der Comicfigur Batman in anderen Medien. Vor allem Adaptionen in Filmen, Serien und Videospielen für Kino und Fernsehen werden dargestellt.
Die Figur des Batman ist zudem in der bildenden Kunst immer wieder verwendet worden. So hat der Künstler Mark Chamberlain Batman und Robin als homoerotisches Paar dargestellt (2005). H. C. Artmann greift dieses Thema in seinem Gedicht Batman und Robin, die liegen im Bett ebenfalls auf. Eine andere Interpretation ist von Cherry Goldenberg geschaffen worden. Batman ist ebenfalls Motiv von Lithographien des Pop-Art-Künstlers Mel Ramos.
Darüber hinaus hat Andy Warhol im Juli 1964 den nicht lizenzierten Underground-Experimentalfilm Batman Dracula gedreht.
In den Jahren 2000 bis 2002 trat Batman in insgesamt sechs Werbeclips für General Motors auf, die OnStar, ein Telekommunikation- und Sicherheitssystem, über das die Wagen von General Motors verfügen, anpriesen. Dargestellt wurde Batman in diesen Werbefilmen von dem amerikanischen Schauspieler Bruce Thomas.

## Film und Fernsehen

### Realfilme
| Lfd. Nr.                 | Produktionsjahr | Titel                              | Originaltitel                      | Regisseur             | Darsteller                                                                                            | Anmerkung                                           | Deutscher Sprecher                                   |  |
| ------------------------ | --------------- | ---------------------------------- | ---------------------------------- | --------------------- | --- | --------------------------------------------------- | ---------------------------------------------------- |  |
| —                        | 1943            | Batman und Robin                   | The Batman                         | Lambert Hillyer       | Lewis Wilson                                                                                          | Movie-Serial / Schwarz-Weiß                         | nur als OmdU aufgeführt                              |  |
| —                        | 1949            | Batman and Robin                   | Batman and Robin                   | Spencer Gordon Bennet | Robert Lowery                                                                                         | Movie-Serial / Schwarz-Weiß                         | keine deutschsprachige Synchronisation               |  |
| —                        | 1966            | Batman hält die Welt in Atem       | Batman: The Movie                  | Leslie H. Martinson   | Adam West                                                                                             | Film zur Fernsehserie                               | Michael Chevalier                                    |  |
|                          |                 |                                    |                                    |                       | |                                                     |                                                      |  |
| 1                        | 1989            | Batman                             | Batman                             | Tim Burton            | Michael Keaton                                                                                        | Beginn einer neuen Filmreihe                        | Joachim Tennstedt                                    |  |
| 2                        | 1992            | Batmans Rückkehr                   | Batman Returns                     | Tim Burton            | Michael Keaton                                                                                        |                                                     | Joachim Tennstedt                                    |  |
| 3                        | 1995            | Batman Forever                     | Batman Forever                     | Joel Schumacher       | Val Kilmer                                                                                            |                                                     | Torsten Sense                                        |  |
| 4                        | 1997            | Batman & Robin                     | Batman & Robin                     | Joel Schumacher       | George Clooney                                                                                        |                                                     | Detlef Bierstedt                                     |  |
| The-Dark-Knight-Trilogie |                 |                                    |                                    |                       | |                                                     |                                                      |  |
| 1                        | 2005            | Batman Begins                      | Batman Begins                      | Christopher Nolan     | Christian Bale                                                                                        | Beginn einer neuen Filmreihe                        | David Nathan                                         |  |
| 2                        | 2008            | The Dark Knight                    | The Dark Knight                    | Christopher Nolan     | Christian Bale                                                                                        |                                                     | David Nathan                                         |  |
| 3                        | 2012            | The Dark Knight Rises              | The Dark Knight Rises              | Christopher Nolan     | Christian Bale                                                                                        |                                                     | David Nathan                                         |  |
| DC Extended Universe     |                 |                                    |                                    |                       | |                                                     |                                                      |  |
| 2                        | 2016            | Batman v Superman: Dawn of Justice | Batman v Superman: Dawn of Justice | Zack Snyder           | Ben Affleck                                                                                           | führt die Handlung von Man of Steel fort            | Peter Flechtner                                      |  |
| 3                        | 2016            | Suicide Squad                      | Suicide Squad                      | David Ayer            | Ben Affleck                                                                                           | Cameoauftritt                                       | Peter Flechtner                                      |  |
| 5                        | 2017            | Justice League                     | Justice League                     | Zack Snyder           | Ben Affleck                                                                                           |                                                     | Peter Flechtner                                      |  |
| —                        | 2021            | Zack Snyder’s Justice League       | Zack Snyder’s Justice League       | Zack Snyder           | Ben Affleck                                                                                           | Director’s Cut von Zack Snyders Justice League      | Peter Flechtner                                      |  |
| 13                       | 2023            | The Flash                          | The Flash                          | Andrés Muschietti     | Ben Affleck und Michael Keaton als Batman verschiedener Zeitlinien und George Clooney als Bruce Wayne |                                                     | Peter Flechtner, Joachim Tennstedt und Martin Umbach |  |
| DC Elseworlds            |                 |                                    |                                    |                       | |                                                     |                                                      |  |
| —                        | 2019            | Joker                              | Joker                              | Todd Phillips         | Dante Pereira-Olson                                                                                   | Der junge Bruce Wayne tritt in einer Nebenrolle auf | Tobias Kluckert                                      |  |
|                          |                 |                                    |                                    |                       | |                                                     |                                                      |  |
| 1                        | 2022            | The Batman                         | The Batman                         | Matt Reeves           | Robert Pattinson                                                                                      | Beginn einer neuen Filmreihe                        | Johannes Raspe                                       |  |

Die Film-Darsteller
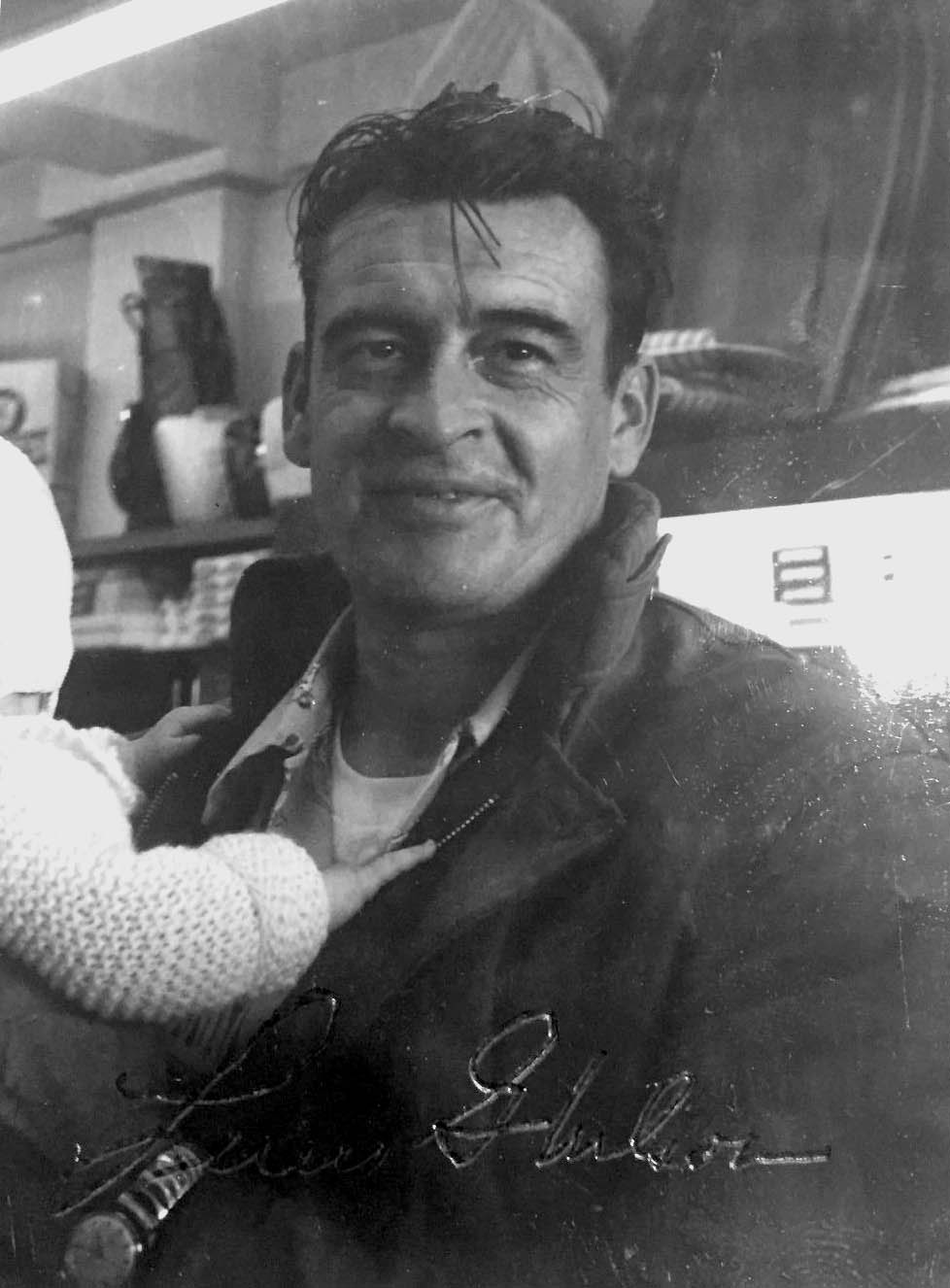
Lewis Wilson, der erste Batman-Darsteller 1943 in Batman und Robin
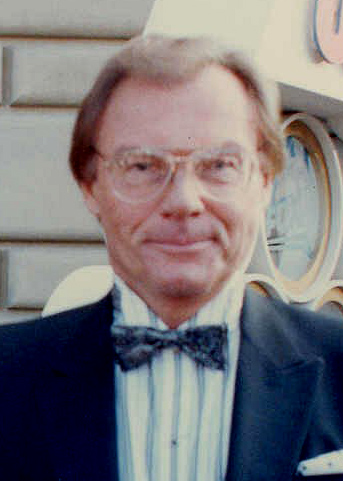
Adam West, Darsteller in den 60er-Jahren
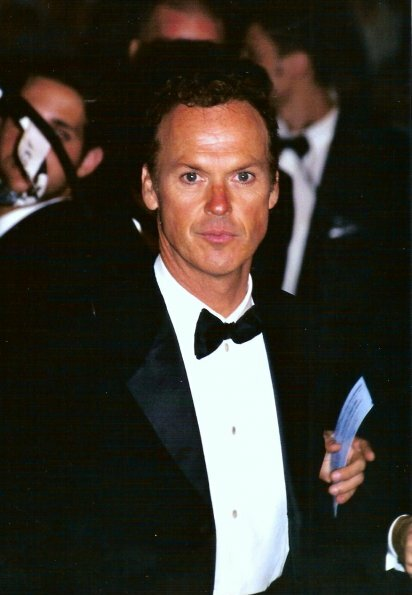
Michael Keaton, Hauptrolle in Batman (1989), Batmans Rückkehr (1992) und The Flash (2023)
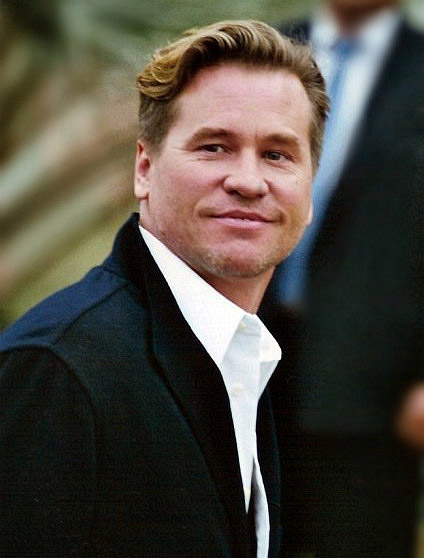
Val Kilmer, Batman in Batman Forever (1995)
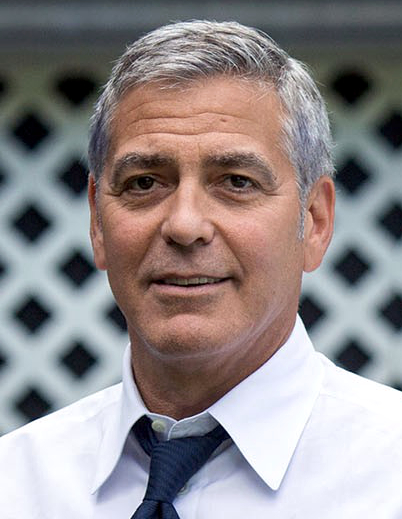
George Clooney, Hauptrolle in Batman & Robin (1997), Cameo als Bruce Wayne in The Flash (2023)
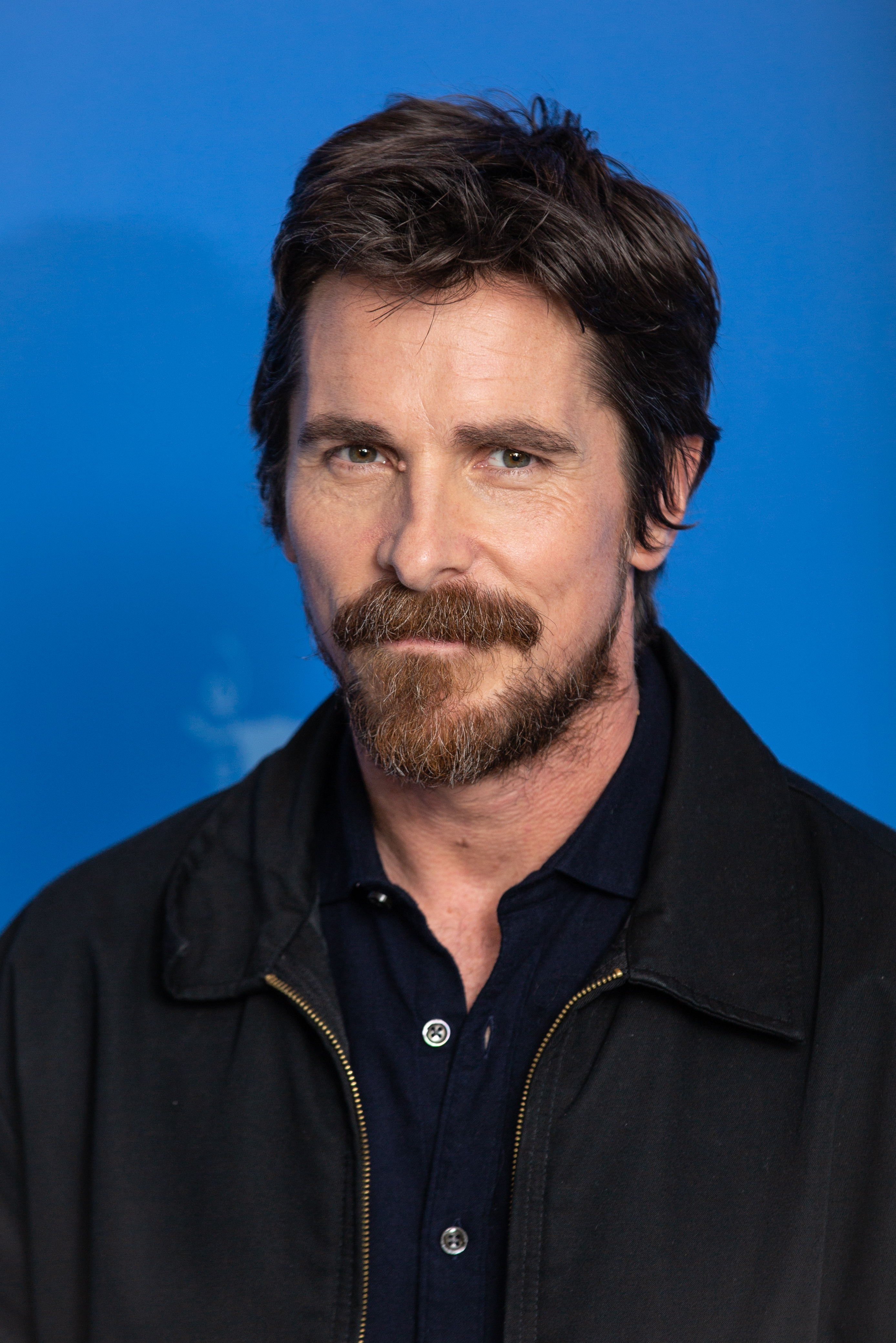
Christian Bale, Darsteller in der The-Dark-Knight-Trilogie (2005–2012)
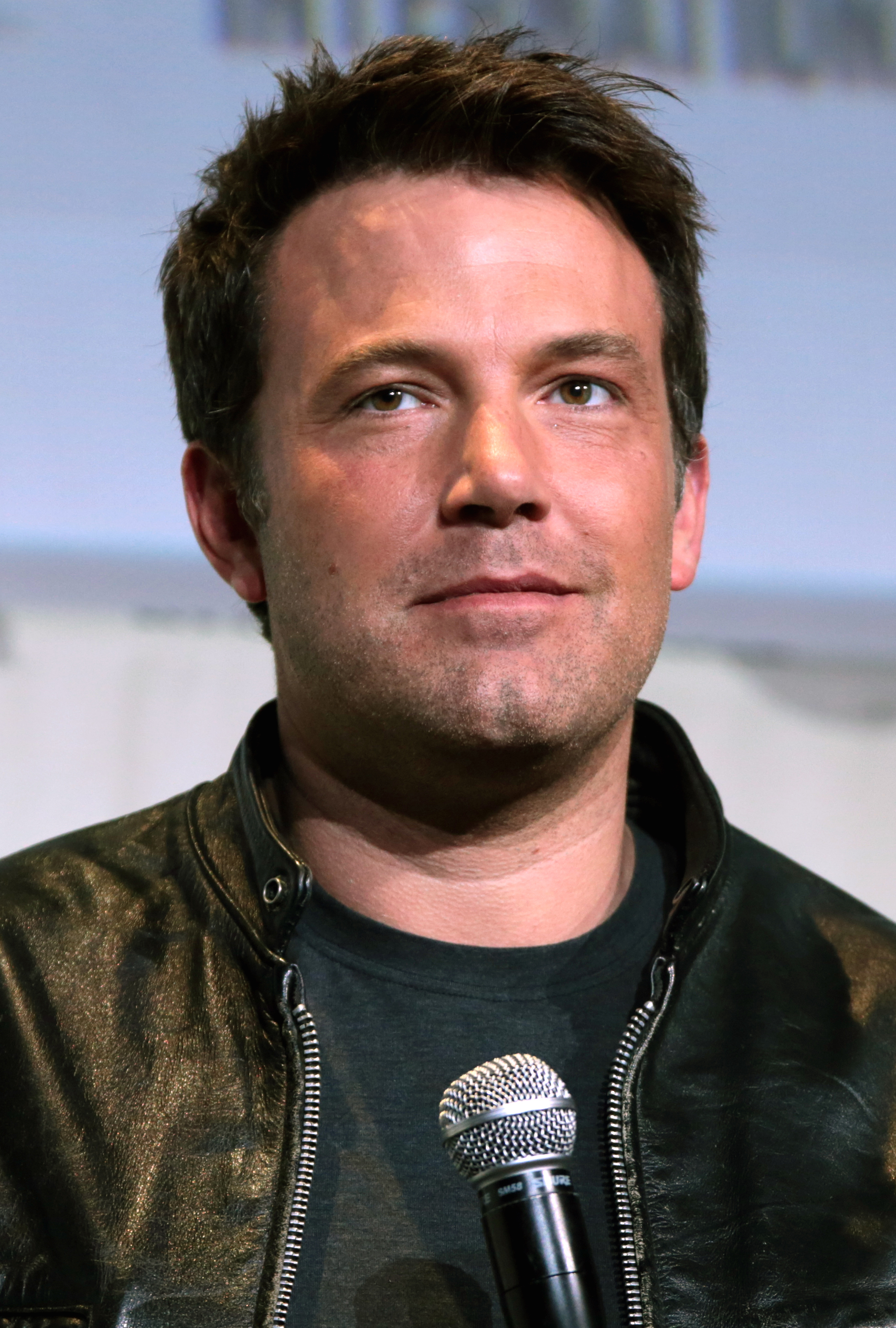
Ben Affleck, Darsteller in den Filmen des DC Extended Universe (2016/17 und 2021/2023)
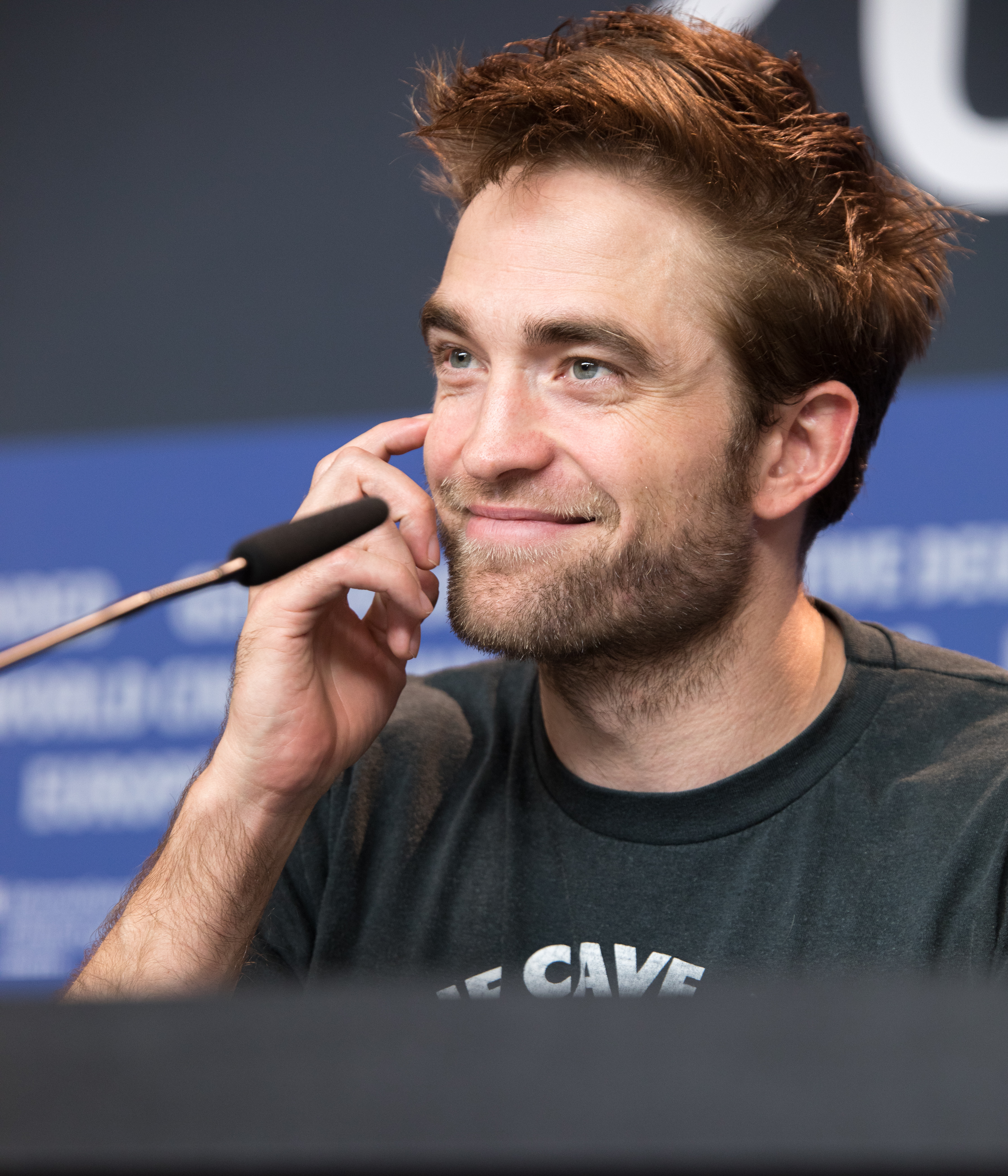
Robert Pattinson in The Batman (2022)

### Trickfilme
| Produktionsjahr | Titel                                                          | Originaltitel                                     | Regisseur                                                                                              | Sprecher Deutsch  |
| --------------- | -------------------------------------------------------------- | ------------------------------------------------- | --- | ----------------- |
| 1993            | Batman und das Phantom                                         | Batman: Mask of the Phantasm                      | Eric Radomski & Bruce W. Timm                                                                          | Eberhard Haar     |
| 1998            | Batman & Mr. Freeze: Eiszeit                                   | Batman & Mr. Freeze: SubZero                      | Boyd Kirkland                                                                                          | Eberhard Haar     |
| 1998            | The Batman/Superman Movie                                      | The Batman/Superman Movie                         | Toshihiko Masuda                                                                                       | Jörg Hengstler    |
| 1999            | Batman of the Future                                           | Batman Beyond: The Movie                          | Curt Geda                                                                                              | Eberhard Haar     |
| 2000            | Batman of the Future: Der Joker kommt zurück                   | Batman Beyond: Return of the Joker                | Curt Geda                                                                                              | Eberhard Haar     |
| 2003            | Batman – Rätsel um Batwoman                                    | Batman: Mystery of the Batwoman                   | Curt Geda                                                                                              | Eberhard Haar     |
| 2006            | The Batman vs Dracula                                          | The Batman vs Dracula                             | Michael Goguen                                                                                         | Jaron Löwenberg   |
| 2008            | Batman: Gotham Knight                                          | Batman: Gotham Knight                             | Yasuhiro Aoki, Futoshi Higashide, Toshiyuki Kubooka, Hiroshi Morioka, Jong-Sik Nam & Shoujirou Nishimi | David Nathan      |
| 2009            | Superman/Batman: Public Enemies                                | Superman/Batman: Public Enemies                   | Sam Liu                                                                                                | Eberhard Haar     |
| 2010            | Batman: Under the Red Hood                                     | Batman: Under the Red Hood                        | Brandon Vietti                                                                                         | Eberhard Haar     |
| 2010            | Superman/Batman: Apocalypse                                    | Superman/Batman: Apocalypse                       | Lauren Montgomery                                                                                      | David Nathan      |
| 2011            | Batman: Year One                                               | Batman: Year One                                  | Sam Liu & Lauren Montgomery                                                                            | Jaron Löwenberg   |
| 2012            | Batman: The Dark Knight Returns – Teil 1                       | Batman: The Dark Knight Returns – Part 1          | Jay Oliva                                                                                              | Reiner Schöne     |
| 2013            | Batman: The Dark Knight Returns – Teil 2                       | Batman: The Dark Knight Returns – Part 2          | Jay Oliva                                                                                              | Reiner Schöne     |
| 2013            | LEGO Batman – Der Film: Vereinigung der DC-Superhelden         | LEGO Batman: The Movie – DC Super Heroes Unite    | Jon Burton                                                                                             | Jaron Löwenberg   |
| 2014            | Son of Batman                                                  | Son of Batman                                     | Ethan Spaulding                                                                                        | Frank Röth        |
| 2014            | Batman: Assault on Arkham                                      | Batman: Assault on Arkham                         | Ethan Spaulding                                                                                        | Frank Röth        |
| 2014            | LEGO DC Comics Super Heroes: Batman und die Liga der Gerechten | LEGO DC Comics Super Heroes: Batman: Be-Leaguered | Rick Morales                                                                                           | Jaron Löwenberg   |
| 2015            | Batman vs. Robin                                               | Batman vs. Robin                                  | Jay Oliva                                                                                              | Frank Röth        |
| 2015            | Batman Unlimited: Animal Instincts                             | Batman Unlimited: Animal Instincts                | Butch Lukic                                                                                            | Jaron Löwenberg   |
| 2015            | Batman Unlimited: Monsterchaos                                 | Batman Unlimited: Monster Mayhem                  | Butch Lukic                                                                                            | Jaron Löwenberg   |
| 2016            | Batman: Bad Blood                                              | Batman: Bad Blood                                 | Butch Lukic                                                                                            | Frank Röth        |
| 2016            | Batman: The Killing Joke                                       | Batman: The Killing Joke                          | Sam Liu                                                                                                | Eberhard Haar     |
| 2016            | Batman Unlimited: Mech vs. Mutants                             | Batman Unlimited: Mech vs. Mutants                | Butch Lukic                                                                                            | Jaron Löwenberg   |
| 2016            | Batman: Return of the Caped Crusaders                          | Batman: Return of the Caped Crusaders             | Rick Morales                                                                                           | Peter Kirchberger |
| 2017            | The LEGO Batman Movie                                          | The LEGO Batman Movie                             | Will Allegra                                                                                           | David Nathan      |
| 2017            | Batman und Harley Quinn                                        | Batman and Harley Quinn                           | Sam Liu                                                                                                | Eberhard Haar     |
| 2017            | Batman vs. Two-Face                                            | Batman vs. Two-Face                               | Rick Morales                                                                                           | Peter Kirchberger |
| 2018            | Scooby-Doo! & Batman: The Brave and the Bold                   | Scooby-Doo! & Batman: The Brave and the Bold      | Jake Castorena                                                                                         |                   |
| 2018            | Batman: Gotham by Gaslight                                     | Batman: Gotham by Gaslight                        | Sam Liu                                                                                                | Johannes Berenz   |
| 2018            | Batman Ninja                                                   | Batman Ninja                                      | Junpei Mizusaki                                                                                        | Peter Flechtner   |
| 2018            | Batman vs. Teenage Mutant Ninja Turtles                        | Batman vs. Teenage Mutant Ninja Turtles           | Jake Castorena                                                                                         | Jaron Löwenberg   |
| 2019            | Batman: Hush                                                   | Batman: Hush                                      | Justin Copeland                                                                                        | Frank Röth        |
| 2019            | LEGO DC Batman: Familienangelegenheiten                        | Lego DC Batman: Family Matters                    | Matt Peters                                                                                            | Jaron Löwenberg   |
| 2020            | Batman: Death in the Family                                    | Batman: Death in the Family                       | Brandon Vietti                                                                                         | Johannes Berenz   |
| 2021            | Batman: Soul of the Dragon                                     | Batman: Soul of the Dragon                        | Sam Liu                                                                                                | Torben Liebrecht  |
| 2021            | Batman: The Long Halloween, Teil 1                             | Batman: The Long Halloween, Part One              | Chris Palmer                                                                                           | Stefan Günther    |
| 2021            | Batman: The Long Halloween, Teil 2                             | Batman: The Long Halloween, Part Two              | Chris Palmer                                                                                           | Stefan Günther    |
| 2023            | nicht veröffentlicht                                           | Batman: The Doom That Came to Gotham              | Sam Liu, Christopher Berkeley                                                                          |                   |
| 2023            | nicht veröffentlicht                                           | Merry Little Batman                               | Mike Roth                                                                                              |                   |

Neben den als Batman-Filme vermarkteten Trickfilmen hatte Batman auch Auftritte in anderen Filmen:
| Produktionsjahr | Titel                                                                                | Originaltitel                                                              | Regisseur                          | Sprecher Deutsch |
| --------------- | ------------------------------------------------------------------------------------ | -------------------------------------------------------------------------- | ---------------------------------- | ---------------- |
| 2008            | nicht veröffentlicht                                                                 | Justice League: The New Frontier                                           | Dave Bullock                       |                  |
| 2010            | Justice League: Crisis on Two Earths                                                 | Justice League: Crisis on Two Earths                                       | Lauren Montgomery & Sam Liu        | Eberhard Haar    |
| 2010            | DC Super Friends: The Joker’s Playhouse                                              | DC Super Friends: The Joker’s Playhouse                                    | Ciro Nieli                         |                  |
| 2012            | nicht veröffentlicht                                                                 | Justice League: Doom                                                       | Lauren Montgomery                  |                  |
| 2013            | nicht veröffentlicht                                                                 | Justice League: The Flashpoint Paradox                                     | Jay Oliva                          |                  |
| 2014            | nicht veröffentlicht                                                                 | JLA Adventures: Trapped in Time                                            | Giancarlo Volpe                    |                  |
| 2014            | nicht veröffentlicht                                                                 | Justice League: War                                                        | Jay Oliva                          |                  |
| 2014            | The LEGO Movie                                                                       | The LEGO Movie                                                             | Phil Lord & Chris Miller           | David Nathan     |
| 2015            | nicht veröffentlicht                                                                 | Justice League: Throne of Atlantis                                         | Ethan Spaulding                    |                  |
| 2015            | LEGO DC Comics Super Heroes: Gerechtigkeitsliga vs. Bizarro-Liga                     | LEGO DC Comics Super Heroes: Justice League vs. Bizarro League             | Brandon Vietti                     | Jaron Löwenberg  |
| 2015            | Justice League: Götter und Monster                                                   | Justice League: Gods and Monsters                                          | Sam Liu                            | Sven Gerhardt    |
| 2015            | LEGO DC Comics Super Heroes: Gerechtigkeitsliga – Angriff der Legion der Verdammnis! | LEGO DC Comics Super Heroes: Justice League: Attack of the Legion of Doom! | Rick Morales                       | Jaron Löwenberg  |
| 2016            | LEGO DC Comics Super Heroes: Justice League: Cosmic Clash                            | LEGO DC Comics Super Heroes: Justice League: Cosmic Clash                  | Rick Morales                       | Jaron Löwenberg  |
| 2016            | Justice League vs. Teen Titans                                                       | Justice League vs. Teen Titans                                             | Sam Liu                            | Frank Röth       |
| 2016            | LEGO DC Comics Super Heroes: Justice League: Gefängnisausbruch in Gotham City        | LEGO DC Comics Super Heroes: Justice League: Gotham City Breakout          | Matt Peters & Melchior Zwyer       | Jaron Löwenberg  |
| 2017            | Justice League Dark                                                                  | Justice League Dark                                                        | Jay Oliva                          | Frank Röth       |
| 2017            | nicht veröffentlicht                                                                 | DC Super Heroes vs. Eagle Talon                                            | Frogman                            |                  |
| 2018            | LEGO DC Comics Super Heroes: The Flash                                               | Lego DC Comics Super Heroes: The Flash                                     | Ethan Spaulding                    | Jaron Löwenberg  |
| 2018            | LEGO DC Comics Super Heroes: Aquaman: Die Rache von Atlantis                         | Lego DC Comics Super Heroes: Aquaman: Rage of Atlantis                     | Matt Peters                        | Jaron Löwenberg  |
| 2018            | The Death of Superman                                                                | The Death of Superman                                                      | Sam Liu                            | Peter Flechtner  |
| 2018            | Teen Titans Go! To the Movies                                                        | Teen Titans Go! To the Movies                                              | Peter Rida Michail & Aaron Horvath | Matti Klemm      |
| 2019            | Reign of the Supermen                                                                | Reign of the Supermen                                                      | Sam Liu                            | Peter Flechtner  |
| 2019            | The LEGO Movie 2                                                                     | The LEGO Movie 2                                                           | Mike Mitchell                      | David Nathan     |
| 2019            | nicht veröffentlicht                                                                 | Justice League vs. the Fatal Five                                          | Sam Liu                            |                  |
| 2019            | Teen Titans Go! vs. Teen Titans                                                      | Teen Titans Go! vs. Teen Titans                                            | Jeff Mednikowl                     |                  |
| 2020            | LEGO DC Shazam!: Magie und Monster                                                   | Lego DC: Shazam!: Magic and Monsters                                       | Matt Peters                        | Jaron Löwenberg  |
| 2020            | Superman: Red Son                                                                    | Superman: Red Son                                                          | Sam Liu                            | Achim Buch       |
| 2020            | nicht veröffentlicht                                                                 | Justice League Dark: Apokolips War                                         | Matt Peters & Christina Sotta      |                  |
| 2021            | Justice Society: World War II                                                        | Justice Society: World War II                                              | Jeff Wamester                      |                  |
| 2021            | Injustice                                                                            | Injustice                                                                  | Matt Peters                        | Romanus Fuhrmann |
| 2022            | DC League of Super-Pets                                                              | DC League of Super-Pets                                                    | Jared Stern                        | Torsten Sträter  |
| 2022            | nicht veröffentlicht                                                                 | Teen Titans Go! & DC Super Hero Girls: Mayhem in the Multiverse            | Matt Peters, Katie Rice            |                  |
| 2022            | Batman and Superman: Battle of the Super Sons                                        | Batman and Superman: Battle of the Super Sons                              | Matt Peters                        | Romanus Fuhrmann |
| 2023            | nicht veröffentlicht                                                                 | Legion of Super-Heroes                                                     | Jeff Wamester                      |                  |
| 2023            | nicht veröffentlicht                                                                 | Justice League: Warworld                                                   | Jeff Wamester                      |                  |
| 2023            | nicht veröffentlicht                                                                 | Justice League x RWBY: Super Heroes & Huntsmen, Part One                   | Kerry Shawcross                    |                  |
| 2023            | nicht veröffentlicht                                                                 | Justice League x RWBY: Super Heroes & Huntsmen, Part Two                   | Dustin Matthews, Yssa Badiola      |                  |
| 2024            | nicht veröffentlicht                                                                 | Justice League: Crisis on Infinite Earths – Part One                       | Jeff Wamester                      |                  |

### Real- und Trickserien
| Produktionsjahr      | Titel                                                                                  | Originaltitel | Sprecher Deutsch                |
| -------------------- | -------------------------------------------------------------------------------------- | --- | ------------------------------- |
| 1966–1968            | Batman                                                                                 | Batman | Peter Kirchberger               |
| 1968–1969            | Batman with Robin the Boy Wonder (Zeichentrickserie)                                   | Batman with Robin the Boy Wonder, The Adventures of Batman (Alternativtitel)                                                                    | Peter Kirchberger               |
| 1973–1985            | Das Power Team (Zeichentrickserie)                                                     | Super Friends | Peter Kirchberger               |
| 1977–1978            | Ein Fall für Batman (Zeichentrick)                                                     | The New Adventures of Batman | Peter Kirchberger               |
| 1992–1995            | Batman (Zeichentrick)                                                                  | Batman: The Animated Series, The Adventures of Batman & Robin                                                                                   | Eberhard Haar                   |
| 1997–1999            | Batman & Robin (Zeichentrick)                                                          | The Adventures of Batman & Robin, Batman: The New Animated Series                                                                               | Eberhard Haar                   |
| 1999–2001            | Batman of the Future (Zeichentrick)                                                    | Batman Beyond | Eberhard Haar                   |
| 2001–2006            | Die Liga der Gerechten (Zeichentrick)                                                  | Justice League Justice League Unlimited | Eberhard Haar                   |
| 2002–2003            | Birds of Prey                                                                          | Birds of Prey |                                 |
| 2003–2006            | Teen Titans (Zeichentrick)                                                             | Teen Titans |                                 |
| 2004–2008            | The Batman (Zeichentrick)                                                              | The Batman | Jaron Löwenberg                 |
| 2008–2011            | Batman: The Brave and the Bold (Zeichentrick)                                          | Batman: The Brave and the Bold | Jaron Löwenberg                 |
| 2010–2013, 2019–2022 | Young Justice (Zeichentrick)                                                           | Young Justice | Johannes Berenz                 |
| 2012–2015            | Robot Chicken DC Comics Special (1–3) (Stop-Motion-Technik)                            | Robot Chicken DC Comics Special Robot Chicken DC Comics Special 2: Villains in Paradise Robot Chicken DC Comics Special III: Magical Friendship | Christian Tramitz               |
| seit 2013            | Teen Titans Go! (Zeichentrick)                                                         | Teen Titans Go! | Matthias Klages                 |
| 2013–2014            | Beware the Batman (Computeranimation)                                                  | Beware the Batman | Arne Stephan                    |
| 2014–2019            | Gotham                                                                                 | Gotham | Cedric Eich                     |
| 2015                 | nicht veröffentlicht                                                                   | Justice League: Gods and Monsters Chronicles (Zeichentrick)                                                                                     |                                 |
| 2016–2018            | Justice League Action                                                                  | Justice League Action (Zeichentrick) | Eberhard Haar                   |
| 2018–2023            | Titans                                                                                 | Titans | Marco Kröger                    |
| 2019–                | DC Super Hero Girls (Zeichentrick)                                                     | DC Super Hero Girls |                                 |
| 2019–2022            | Pennyworth                                                                             | Pennyworth |                                 |
| 2019–2021            | Scooby-Doo und wer bist Du?(Zeichentrick) Die Nacht des Dunklen Ritters (eine Episode) | Scooby-Doo and Guess Who? What a Night, For a Dark Knight!                                                                                      |                                 |
| 2019–2022            | Batwoman                                                                               | Batwoman | Jannik Endemann, Oliver Siebeck |
| 2019–                | Harley Quinn (Zeichentrick)                                                            | Harley Quinn | Wolfgang Wagner                 |
| 2024                 | Batman: Caped Crusader (Zeichentrick)                                                  | Batman: Caped Crusader | David Nathan                    |
| 2024                 | Creature Commandos (Zeichentrick)                                                      | Creature Commandos |                                 |

### Kurzfilme
- Return to the Batcave: The Misadventures of Adam and Burt[13]

Die beiden Hauptdarsteller der 1960er Jahre-Serie versuchen das gestohlene Batmobil zurückzuholen und erinnern sich an die Dreharbeiten zur Serie.
- Batman Dead End:

Joker ist aus Arkham entflohen und Batman nimmt seine Spur auf. Er findet ihn auch, doch da wird Joker von Aliens entführt. Dann stürzen sich die Aliens und Predators auf Batman. Trotz seiner Waffen ist Batman am Ende umstellt. Was mit Joker passiert bleibt dem Zuschauer überlassen.
- Patient J:

Joker wird in Arkham von einem Psychiater untersucht. Dabei erzählt Joker, wie er zu Joker wurde und wie er Batmans Assistenten Robin tötete.
- The Death of the Joker:

Joker versteckt sich in einem Theater. Batman findet Joker und tötet ihn dabei in einem Kampf.
- Batman Beyond

Terry McGinnis findet Bruce Wayne verletzt in der Bathöhle liegen. Auf die Frage wer, ihn verletzt hat, antwortet Bruce, er habe sich selbst verletzt. Ein Roboter, der wie Bruce Wayne in seiner Batman-Verkleidung aussieht, kämpft gegen Terry. Terry zerstört ihn, jedoch warten weitere Batman-Roboter in der Höhle auf sie. Sie machen sich bereit auf einen Kampf zwischen ihnen und sieben weiteren Batmans.
Dieser Kurzfilm ist im Batman-of-the-Future-Stil (im Original Batman Beyond) gezeichnet und wurde zum 75-jährigen Jubiläum von Batman im Jahr 2014 produziert. Als weitere Batman-Roboter tauchen die Batmans aus Beware the Batman, The Batman, Batman: The Brave and the Bold, The Dark Knight Returns, Batman und Batman with Robin the Boy Wonder auf. Als letzter wird der originale Batman der Detective Comics gezeigt.
Ferner existiert eine Vielzahl von nichtautorisierten Fan-Produktionen.

## Hörspiele
In Deutschland erschien 1989 anlässlich des Films Batman von Tim Burton eine kurze Hörspielreihe namens Batman im Label OH ha. Die Reihe bestand aus insgesamt neun Episoden, welche jeweils eine Länge von ca. 30–40 Minuten hatten. Das Hörspiel bezieht sich auf den Spielfilm von Burton, welcher in der ersten Folge neu erzählt wird. So tauchen alle aus diesem Film wichtigen Charaktere wieder auf. Neben dem Joker (welcher den Sturz aus dem Film überlebt) und seinen Gehilfen gibt es keine anderen der bekannten Feinde Batmans. Das Hörspiel thematisiert die Freundschaft zwischen Batman und Jim Gordon wesentlich stärker, als es die Filme taten. Für die Aufnahmen wurden ausnahmslos neue Sprecher verwendet.
Weiterhin erschien zu dem Spielfilm Batman Forever ein zweiteiliges Hörspiel, basierend auf der Filmtonspur und ergänzt mit einem Erzähler.
Im Juli 2013 gab das Label Highscore Music die Partnerschaft mit Warner Bros. bekannt. Bis 2014 wurden auf Basis der Geschichten Gotham Knight und Inferno insgesamt sieben neue Hörspiele veröffentlicht. Die Geschichte setzt vom Zeitpunkt her nach dem Film „Batman Begins“ ein, so dass u. a. die von Dr. Crane verursachten Probleme Batman weiterhin beschäftigen. Als dritte Staffel folgt 2014/15 die sechsteilige Umsetzung der Geschichte No Man´s Land. Gesprochen wird Batman in dieser Serie von Sascha Rotermund.
| Batman (1989) - 01 – Joker hat die besseren Karten - 02 – Wer zuletzt lacht… - 03 – Die Schüler des Verbrechens - 04 – Willkommen in Jokers Reich - 05 – Nichts kann Batman stoppen - 06 – Batman auf der Flucht - 07 – Duell unter Wasser - 08 – Batman³ - 09 – Terror in Gotham City Filmhörspiele (1995) - 01 – Batman Forever - 02 – Batman Forever | Batman – Gotham Knight (2013) - 01 – Der Mann in Schwarz - 02 – Krieg - 03 – Monster Batman – Inferno (2013/14) - 01 – Hölle - 02 – Das Spiel mit dem Feuer - 03 – Blut und Rauch - 04 – Dantes Inferno Batman – No Man´s Land (2014/15) - 01 – Niemandsland - 02 – Chaos - 03 – Tod - 04 – Familie - 05 – Das Ende - 06 – Wahnsinn Batman – Stone King (2016) - 01 – Pyramide - 02 – Gefangen - 03 – Krieg der Götter Batman – Dead White (2017) - 01 – Donner - 02 – Flucht - 03 – Terror |

Im Mai 2022 erschien die Hörspiel-Podcast-Serie Batman unter Toten (englisch: Batman Unburied) bei Spotify, geschrieben von David S. Goyer. Im Original wird Batman gesprochen von Winston Duke, in Deutsch von Murathan Muslu. Weitere Sprechrollen haben Tim Oliver Schultz (Riddler), Lorna Ishema (Barbara Gordon), Christoph Maria Herbst (Alfred Pennyworth).

## Videospiele
| Titel                                                                                | Genre                                | Veröffentlichung                  | Plattform/en                                                                                 | Herausgeber                                                   |
| ------------------------------------------------------------------------------------ | ------------------------------------ | --------------------------------- | -------------------------------------------------------------------------------------------- | ------------------------------------------------------------- |
| Batman                                                                               | Action-Adventure                     | 1986                              | Amstrad CPC, MSX, Sinclair ZX Spectrum                                                       | Ocean Software                                                |
| Batman: The Caped Crusader                                                           | Action-Adventure                     | 1988                              | Amiga, Amstrad CPC, Apple II, Atari ST, Commodore 64, PC, Sinclair ZX Spectrum               | Ocean Software / Data East                                    |
| Batman: The Movie                                                                    | Genre-Mix                            | 1989                              | Amiga, Amstrad CPC, Atari ST, Commodore 64, MSX, PC, Sinclair ZX Spectrum                    | Ocean Software                                                |
| Batman: The Video Game                                                               | Jump 'n' Run                         | 1989 1990                         | Game Boy, NES, PC Engine, Mega Drive                                                         | Sunsoft                                                       |
| Batman                                                                               | Beat 'em up                          | 1990                              | Arcade                                                                                       | Atari Games                                                   |
| Batman: Return of the Joker (auch: Batman: Revenge of The Joker)                     | Jump 'n' Run                         | 1991 1992                         | Game Boy, NES, Mega Drive                                                                    | Sunsoft                                                       |
| Batman Returns                                                                       | Beat 'em Up                          | 1992                              | Lynx                                                                                         | Atari Corporation                                             |
| Batman the Animated Series                                                           | Jump 'n' Run                         | 1993                              | Game Boy                                                                                     | Konami                                                        |
| Batman Returns                                                                       | Jump 'n' Run                         | 1992 1993 1994                    | SNES, NES, Mega Drive, Master System, Sega Mega-CD, Game Gear                                | Konami (Nintendo-Versionen) / Sega (Sega-Versionen)           |
| The Adventures of Batman & Robin                                                     | Action-Adventure                     | 1994                              | SNES                                                                                         | Konami                                                        |
| The Adventures of Batman & Robin                                                     | Beat ’em up, Rennspiel, Jump 'n' Run | 1995                              | Mega Drive, Sega Mega-CD, Game Gear                                                          | Sega                                                          |
| Batman Forever                                                                       | Beat 'em up                          | 1995 1996                         | Game Boy, Game Gear, SNES, Mastersystem, Mega Drive, PC                                      | Acclaim Entertainment                                         |
| Batman Forever: The Arcade Game                                                      | Beat 'em up                          | 1996                              | Arcade, PlayStation, Sega Saturn, PC                                                         | Acclaim                                                       |
| Batman & Robin                                                                       | Action Adventure                     | 1998                              | PlayStation                                                                                  | Acclaim                                                       |
| Batman Beyond: Return of The Joker (auch: Batman of the Future: Return of The Joker) | Beat 'em up                          | 2000                              | Game Boy Color, PlayStation, Nintendo 64                                                     | Ubisoft                                                       |
| Batman: Gotham City Racer                                                            | Racing                               | 2001                              | PlayStation                                                                                  | Ubisoft                                                       |
| Batman: Chaos in Gotham                                                              | Jump 'n' Run                         | 2001                              | Game Boy Color                                                                               | Ubisoft                                                       |
| Batman: Vengeance                                                                    | Action                               | 2001                              | Game Boy Advance, Xbox, GameCube, PlayStation 2, PC                                          | Ubisoft                                                       |
| Batman: Dark Tomorrow                                                                | Action-Adventure                     | 2003                              | Xbox, GameCube                                                                               | Kemco                                                         |
| Batman: Rise of Sin Tzu                                                              | Beat 'em Up                          | 2003                              | Xbox, Game Boy Advance, GameCube, PlayStation 2                                              | Ubisoft                                                       |
| Batman Begins                                                                        | Action-Adventure                     | 2005                              | Xbox, Game Boy Advance, GameCube, PlayStation 2                                              | Electronic Arts                                               |
| Lego Batman: Das Videospiel                                                          | Action-Adventure                     | 2008                              | PlayStation 3, Xbox 360, Wii, PlayStation 2, PlayStation Portable, Nintendo DS, Mac OS X, PC | Warner Bros. Interactive                                      |
| Mortal Kombat vs. DC Universe (MK vs. DC)                                            | Fighting, Beat 'em Up, Action        | 2008                              | PlayStation 3, Xbox 360                                                                      | Midway Games                                                  |
| Batman: Arkham Asylum                                                                | Action                               | 2009                              | PlayStation 3, Xbox 360, PC, PlayStation 4, Xbox One, Mac OS X                               | Eidos Interactive, Warner Bros. Interactive Entertainment     |
| Batman: The Brave and the Bold                                                       | Action Adventure                     | 2010                              | Wii, Nintendo DS                                                                             | Warner Bros. Interactive                                      |
| DC Universe Online                                                                   | Online-Rollenspiel                   | 2011                              | PlayStation 3, PC, PlayStation 4, Xbox One, Nintendo Switch                                  | Daybreak Game Company, Warner Bros. Interactive Entertainment |
| Batman: Arkham City                                                                  | Action                               | 2011 (Wii U: 2012)                | PlayStation 3, Xbox 360, PC, Wii U, MacBook, PlayStation 4, Xbox One                         | Warner Bros. Interactive                                      |
| Gotham City Impostors                                                                | Ego-Shooter                          | 2012                              | PlayStation 3, Xbox 360, PC                                                                  | Warner Bros. Interactive                                      |
| Lego Batman 2: DC Super Heroes                                                       | Action-Adventure                     | 2012                              | PlayStation 3, Xbox 360, PlayStation Vita, Wii, Nintendo 3DS, Nintendo DS, Microsoft Windows | Warner Bros. Interactive                                      |
| Batman: Arkham Origins                                                               | Action                               | 2013 (weltweit: 25. Oktober 2013) | Xbox 360, Wii U, PC, PlayStation 3                                                           | Warner Bros. Interactive                                      |
| Batman: Arkham Origins Blackgate                                                     | Action                               | 2013 (weltweit: 25. Oktober 2013) | Nintendo 3DS PlayStation Vita, PlayStation 3, Wii U, PC, Xbox 360                            | Warner Bros. Interactive                                      |
| Injustice: Götter unter uns                                                          | Fighting, Beat 'em Up, Action        | 2013                              | Xbox 360, Wii U, Pc, PlayStation 3, PS Vita, PlayStation 4, Xbox One                         | Warner Bros. Interactive, NeatherRealms                       |
| Lego Batman 3: Beyond Gotham                                                         | Action-Adventure                     | 2014                              | PlayStation 4, PlayStation 3, Xbox One, Xbox 360, Wii U, Nintendo 3DS, PlayStation Vita, PC  | Warner Bros. Interactive                                      |
| Batman: Arkham Knight                                                                | Action                               | 2015                              | PlayStation 4, Xbox One, PC                                                                  | Warner Bros. Interactive                                      |
| Batman: The Telltale Series                                                          | Adventure                            | 2016                              | PC, PlayStation 4, PlayStation 3, Xbox One, Xbox 360, Mobile Geräte                          | Telltale Games                                                |
| Batman: Arkham Underworld                                                            | Action                               | 2016                              | iPhone, iPad                                                                                 | Warner Bros. Interactive                                      |
| Batman: Arkham VR                                                                    | Action, Virtual Reality              | 2016                              | PlayStation 4                                                                                | Warner Bros. Interactive                                      |
| Injustice 2                                                                          | Fighting, Beat 'em Up, Action        | 2017                              | PC, PlayStation 4, Xbox One, Mobile Geräte                                                   | Warner Bros. Interactive, NeatherRealms                       |
| Batman: The Enemy Within                                                             | Adventure                            | 2017                              | PC, PlayStation 4, Xbox One, Nintendo Switch, MacBook, Mobile Geräte                         | Telltale Games                                                |
| Gotham Knights                                                                       | Action-Adventure                     | 2022                              | Playstation 5, Xbox Series, Microsoft Windows                                                | Warner Bros. Interactive                                      |